# Gegenplan
Der Gegenplan war ein Instrument der DDR-Wirtschaft, die Betriebe zu höheren Leistungen zu drängen, als in der zentralen Planvorgabe vorgesehen war. Zu diesem Zweck wurden die Werktätigen aufgefordert – zumeist zu Ehren eines staatlichen Jubiläums oder Feiertages – zusätzliche Verpflichtungen an ihrem  Arbeitsplatz zu übernehmen, wie etwa Material einzusparen, geringere Stillstandszeiten der Maschinen anzustreben oder ein Planziel deutlich früher zu erreichen. Die Einzelverpflichtungen oder solche ganzer Abteilungen wurden im Gegenplan des Betriebes zusammengefasst und verallgemeinert.

## Geschichte
Der Gegenplan war eine Maßnahme nach sowjetischem Vorbild. Bereits 1932 wurde in dem Propagandafilm Der Gegenplan (russisch Встречный) dargestellt, wie Leningrader Arbeiter mit einem Gegenplan zum 15. Jahrestag der Oktoberrevolution vorfristig die ersten sowjetischen Turbinen für den Bau von Wasserkraftwerken im Rahmen des GOELRO-Planes zur Elektrifizierung Russlands konstruieren und produzieren.
In der DDR setzte die Kampagne der Gegenpläne in den 1970er Jahren ein und erreichte ihren ersten Höhepunkt 1974 in Vorbereitung des 25. Jahrestages der DDR, was sich anschaulich mit dem Auftreten des Begriffs „Gegenplan“ in der Presse belegen lässt. Ein zweites, nicht mehr so intensives Maximum ist mit dem 30. Jahrestag der DDR 1979 verbunden. In den 1980er Jahren flaute die Gegenplan-Bewegung stark ab.